# 增城西站
增城西站，位于中国广东省广州市增城区中新镇慈岭村，为广石铁路的车站。该站于2020年5月16日启用。

## 车站概况

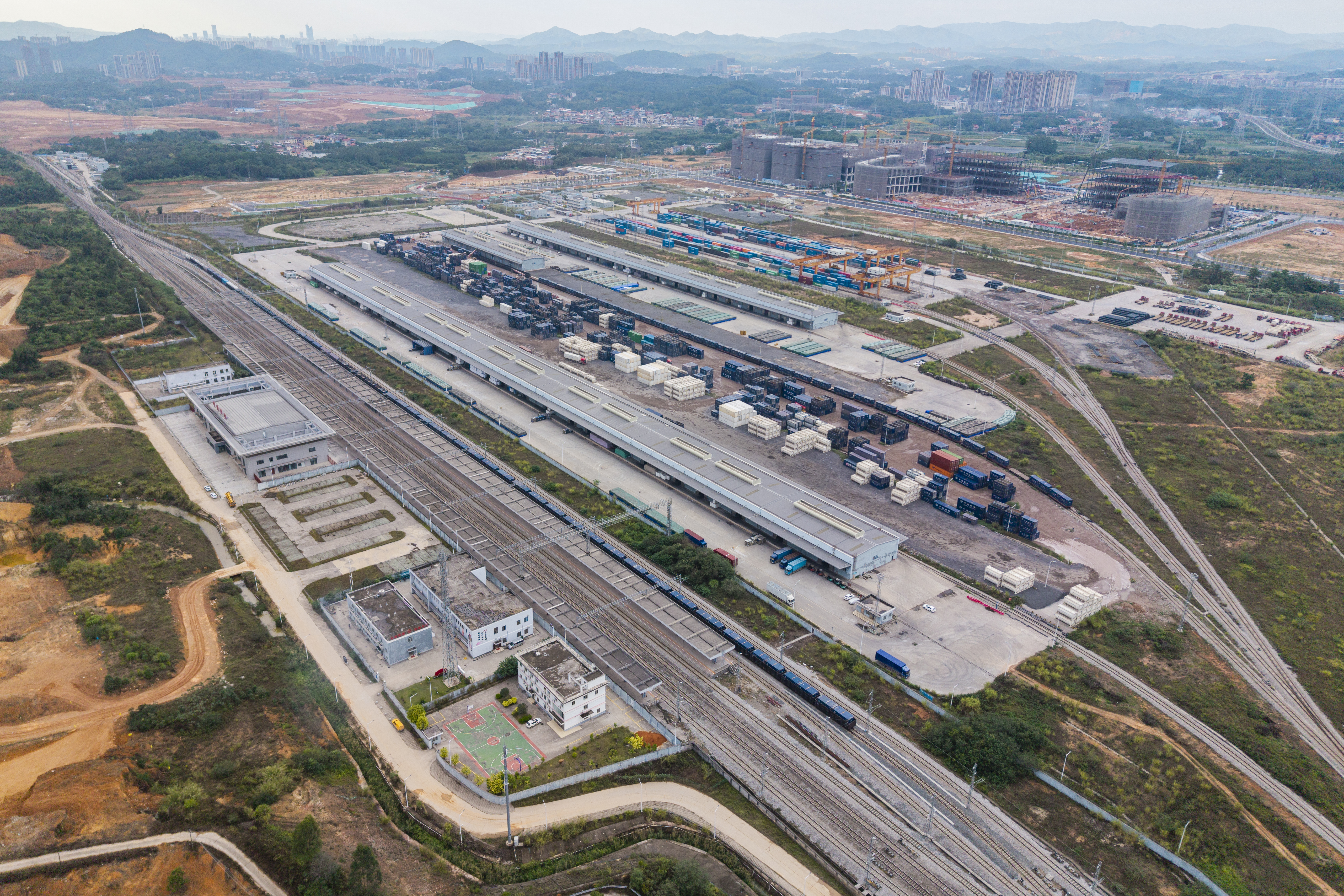
车站站房及货场

增城西站，在规划建设时称作“增城站”。最早规划仅为货运枢纽车站，称增城铁路物流园。2018年时增加客运设施，在线路西侧有两层站房，并有两座客运月台。目前客运设施暂未开放。

## 历史
2021年12月3日17时28分，首班广州至老挝万象的中老铁路国际货运班列从本站驶出。